# Gertan Klauber
Gertan Klauber, eigentlich George Gertan Klauber (* 5. März 1932 in der Tschechoslowakei; † 1. August 2008 in London), war ein britischer Schauspieler mit einem breiten Repertoire, das von der Royal Shakespeare Company über das National Theatre bis hin zu Slapstick und Comedy ging.
Durch seine robuste Statur, die auffälligen Augenbrauen und lockigen Haare hatte er einen hohen Wiedererkennungswert. Wegen seiner Fähigkeit, im Englischen paneuropäische Dialekte wiederzugeben, wurde er oft als „lustiger“ oder krimineller Ausländer besetzt.

## Leben
Geboren in der Tschechoslowakei und in England eingebürgert heiratete er 1959 Gwendolyn Watts, eine Schauspielkollegin, mit der er zwei Kinder hatte. Sie blieben bis zu ihrem Tod im Jahr 2000 zusammen.

## Ausbildung und Wirken
Gertan Klauber wurde hauptsächlich für Nebenrollen besetzt. Für sein filmisches und Fernseh-Schaffen sind mindestens 171 Besetzungen belegt. Damit gehört er zweifellos zu den bekanntesten „unbekannten“ Schauspielern der britischen Film- und Fernsehlandschaft.
Daneben gibt es eine unbekannte Anzahl von Filmen und Fernsehfilmen, an denen er teilnahm, ohne genannt zu werden. Als Beispiel sei das 1961er Fernsehspiel der Edgar-Wallace-Film Das Geheimnis der gelben Narzissen genannt, in dem er als Kellner mit einer Botschaft auftritt.
Klauber wurde an der Schauspielschule in Birmingham ausgebildet. Eine seiner ersten Rollen auf der Bühne war in dem von Tennessee Williams 1953 verfassten Stück Camino Real bei der Londoner Erstaufführung im Phoenix Theatre im Jahr 1957.
Im gleichen Jahr begann auch seine Fernsehkarriere in komödiantischen und Drama-Serien. Seinen ersten Filmauftritt hatte er 1964 im 10. Film der Comedy-Serie Carry-On-Filmreihe. In dieser Serie hatte er insgesamt fünf Auftritte, zum Teil „uncredited“.
Er spielte zusammen mit Sean Connery bei der BBC, mit Roger Moore im James Bond 007 – Octopussy, mit Maximilian Schell in Anruf für einen Toten und mit Rowan Atkinson in der Fernsehserie Blackadder.

## Filmografie (Auswahl)
- 1961: Anna Karenina (Fernsehfilm)
- 1964: Ist ja irre – Agenten auf dem Pulverfaß (Carry On Spying)
- 1964: Ist ja irre – Cäsar liebt Cleopatra (Carry On Cleo)
- 1966: Anruf für einen Toten
- 1967: Das total verrückte Krankenhaus (Carry On Doctor)
- 1971: Heinrichs Bettgeschichten oder Wie der Knoblauch nach England kam (Carry On Henry)
- 1972: Ein total verrückter Urlaub (Carry On Abroad)
- 1974: Das Haus am Eaton Place (Fernsehserie)
- 1978: Fünf Freunde (Fernsehserie, 1 Folge)
- 1983: James Bond 007 – Octopussy
- 1984: Top Secret!
- 1987: Blackadder (Fernsehserie, 1 Folge)
- 1988: Jack the Ripper – Das Ungeheuer von London (Jack the Ripper) (Fernsehfilm)